# Ruben Providence
Ruben Fritzner Providence (* 7. Juli 2001 in Lagny-sur-Marne) ist ein haitianisch-französischer Fußballspieler.

## Karriere

### Verein
Providence begann seine Karriere bei AJ Thorigny. Zur Saison 2009/10 wechselte er zum Thorigny FC. Zur Saison 2010/11 wechselte er zu Paris Saint-Germain. Zur Saison 2013/14 schloss er sich der US Torcy an. Zur Saison 2014/15 kehrte er zu PSG zurück, wo er bis zur U-19 spielte. Zur Saison 2019/20 wechselte er nach Italien in die U-19 der AS Rom. Im Oktober 2020 stand er erstmals im Profikader der Römer, in der Saison 2020/21 kam er aber nie zum Einsatz.
Im August 2021 wechselte Providence leihweise nach Belgien zum FC Brügge. In Brügge stand er aber nicht ein Mal im Spieltagskader, woraufhin er den Verein Ende Januar 2022 wieder verließ. Im Februar 2022 wurde er dann nach Portugal an die GD Estoril Praia weiterverliehen, bei der er für die Reserve dreimal zum Einsatz. Im August 2022 folgte seine dritte Leihe, diesmal schloss er sich dem österreichischen Bundesligisten TSV Hartberg an. Sein Debüt in der Bundesliga gab er im Oktober 2022, als er am zehnten Spieltag der Saison 2022/23 gegen den SK Austria Klagenfurt in der Startelf stand. Während der Leihe kam er zu 21 Bundesligaeinsätzen, in denen er sechsmal traf. Im Juni 2023 wurde er von Hartberg per Kaufoption fest verpflichtet.
Nach insgesamt 48 Ligaspielen für die Steirer wechselte Providence im August 2024 in die Niederlande zu Almere City.

### Nationalmannschaft
Providence spielte zwischen September 2019 und Februar 2020 neunmal für die französische U-19-Auswahl. Anschließend wechselte er den Verband und debütierte im März 2025 für die A-Nationalmannschaft Haitis in einem Testspiel gegen Aserbaidschan.